# Tecla de acceso
En un navegador web una tecla de acceso permite a un usuario de un ordenador a ir directamente a una parte específica de una página web mediante el teclado. Fueron implantadas en 1999 y rápidamente casi consiguieron el suporte universal de los navegadores.
En el verano de 2002, la consultoría de la Accesibilidad Web canadiense hizo una encuesta informal para ver si añadiendo teclas de acceso causaría problemas para las personas con algún tipo de discapacidad, de los lectores de pantalla usada por gente ciega o con algún problema de visión. Dichos usuarios necesitan un mayor número de teclas de acceso rápido para acceder a las páginas web, ya que para ellos el ratón no es una opción. Su investigación mostró que, de hecho, la mayoría de combinaciones de teclas presentan un conflicto con una o más de estas tecnologías, por lo que su recomendación final fue evitar totalmente el uso de teclas de acceso.
En XHTML 2, una web revisada de autoría del lenguaje, el Grupo de Trabajo de HTML de la World Wide Web Consortium hizo obsoletas las teclas de acceso a favor de XHTML Role Access Module. Por otro lado, HTML 5 continúa permitiendo las teclas de acceso.

## Teclas de acceso en los navegadores
En la mayoría de los navegadores el usuario accede a la tecla de acceso presionando Alt (PC) o Ctrl (en Mac) al mismo tiempo que la tecla apropiada del teclado.
| Navegador web       | Modificador                   | Efecto | Notas |
| ------------------- | ----------------------------- | --- | --- |
| Amaya               | Ctrl o Alt                    | | Se puede configurar en preferencias.                                                                                              |
| Blazer              |                               | El enlace se activa en cuanto se presiona la tecla. | No se necesita de tecla modificadora en este navegador usado en móviles.                                                          |
| Camino              | Ctrl                          | | |
| Google Chrome > v.3 | Alt resp. Ctrl+⌥ Opt (en Mac) | | Las teclas de acceso no estaban soportadas en las versiones 2.x de Chrome, pero ahora están soportadas en las versiones actuales. |
| Firefox 2 & 3       | Alt + ⇧ Mayús                 | | En las versiones anteriores a la 2.0 solo se usaba Alt Se puede configurar mediante about:config                                  |
| Internet Explorer   | Alt                           | Alt + la tecla de acceso selecciona el enlace, pero se requiere que se presione ↵ Entrar para poder activar el enlace. | |
| Konqueror           | Ctrl                          | La tecla modificadora debe ser pulsada antes de la tecla de acceso. | |
| Opera               | ⇧ Mayús+Esc                   | La tecla modificadora debe ser pulsada antes de la tecla de acceso. Cuando la tecla modificadora se suelta, el navegador muestra al usuario una lista del conjunto de teclas especiales de esa página para permitir al usuario elegir. | Configurable mediante interfaz gráfica de usuario                                                                                 |
| Safari 3            | Ctrl (Alt en Windows)         | | |
| Safari 4            | Ctrl+⌥ Opt (Alt en Windows)   | | |

### Teclas de acceso múltiples
Si se asignan varias teclas de acceso idénticas en el mismo documento, IE cambiará de una a la siguiente en cada pulsación (IE también volverá a la anterior cuando se presione ⇧ Mayús). De esta manera, se pueden agrupar los elementos de una forma lógica en diferentes secuencias (anillos) de teclas de acceso para facilitar la navegación. IE 4.0 solo admite letras del alfabeto inglés como teclas de acceso. Firefox 2.0, en cambio, solo activará el último elemento de un grupo con la misma tecla de acceso asignada.

## Especificación de las teclas de acceso
Las teclas de acceso se especifican en el código HTML utilizando el atributo accesskey. El valor del atributo accesskey de un elemento es la tecla que el usuario pulsará (generalmente en combinación con una o varias teclas más, según el navegador) para activar o llevar el foco a dicho elemento. A pesar de que el atributo accesskey establece la tecla que se puede presionar, no notifica automáticamente al usuario de la existencia de dicha tecla. Es por tanto necesario que el autor de la página muestre al usuario el valor de la tecla de acceso utilizando la etiqueta <u> para subrayar dicha letra en el texto del enlace que corresponda a la tecla de acceso asignada. En el enlace de abajo, el usuario tendría que pulsar Alt+I en Internet Explorer, Ctrl+I en Mac (la tecla de comando puede provocar resultados inesperados) y ⇧ Mayús+Esc+I en Opera para ir directamente a index.html.
```
<
a href="index.html" accesskey="i">Inicio
<
/a>
```

o para enfatizar <I›:
```
<
a href="index.html" accesskey="i"><em>I</em>nicio
<
/a>
```

De forma alternativa, se puede usar el siguiente código CSS para indicar la tecla de acceso:
```
*[accesskey]:after {content:' [' attr(accesskey) ']'}
```

La etiqueta <em> no es necesaria, pero puede ser útil para el usuario, pues le ayuda a identificar la tecla que debe pulsar para navegar donde quiere. Otra posible forma de mostrar las teclas de acceso es crear una página en la que se indiquen todas las teclas de acceso disponibles. O el administrador puede implementar ambas formas. Otra opción para el usuario final es instalar un script como FireFox Access Bar para GreaseMonkey.

## Uso de mapas de teclas de acceso estandarizados
Desde 2004, surgió un nuevo estándar que usaba números y pretendía añadir consistencia para los usuarios, permitiéndoles aumentar la probabilidad de predecir los atajos de teclado en diferentes sitios web. Estos incluían, por ejemplo, 1 para ir a la página de inicio, 4 para la búsqueda, 9 para la página de contacto, y otros. Este esquema lo utilizan ahora sitios web populares como ft.com o bbc.co.uk, además de haber sido incluido en software popular de foros como vBulletin.

### Recomendación del Gobierno Británico para las teclas de acceso
- S - Ir a la navegación
- 1 - Página de inicio
- 2 - Novedades
- 3 - Mapa del sitio
- 4 - Búsqueda
- 5 - Preguntas frecuentes (FAQ)
- 6 - Ayuda
- 7 - Procedimiento de quejas
- 8 - Términos y condiciones
- 9 - Formulario de contacto
- 0 - Detalles de teclas de acceso